# Ростворовский, Станислав Романович
Станислав Романович Ростворовский (Станислав Якуб Ростворовский, Растворовский, пол. Stanisław Jakub Rostworowski; 28 января 1858, Ковалевщина, Гродненская губерния, Российская империя — 8 сентября 1888, Краков, Австро-Венгрия) — польский исторический и портретный живописец, русский подданный по происхождению, представитель «позднего академизма» времён контрреформ; старший брат архитектора Тадеуша Ростворовского, отец генерала Станислава Януша Ростворовского.

## Биография
Родился в дворянской семье в селе Ковалевщина близ Белостока. В 1874—1876 годах учился в Варшавском реальном училище. В 1878 году поступил в Императорскую Академию художеств в Санкт-Петербурге; также занимался частно у Павла Чистякова. В 1882 году получил малую серебряную медаль за художественные работы по натурному живописному классу. В 1883 году просил разрешения временно заниматься в батальном и пейзажном классах. В том же году ему была присвоена малая золотая медаль за программу «Фетида, принесшая оружие, сделанное Вулканом для Ахиллеса, которого она застает плачущим над телом Патрокла».
В 1884 году Ростворовскому была присвоена большая золотая медаль и звание классного художника первой степени по живописи за картину «Послы Ермака у Красного крыльца перед царём Иоанном Грозным». На картине запечатлён момент, когда послы Ермака во главе с атаманом Иваном Кольцо подносят царю поклон от Ермака и «гостинец»: «Посылаю те в гостинец всю Сибирскую страну, дай прощенья Ермаку!». Грозный царь Иван Васильевич повел себя, как в песнях поётся, — «сменил гнев на милость, простил удалых разбойников и по заслугам пожаловал». В настоящее время картина хранится в Екатеринбургском музее изобразительных искусств.
Как пенсионер (стипендиат) Академии художеств выехал за границу. Посетил Вену, Мюнхен, был в Испании и Италии. Умер в Кракове в 1888 году.

## Галерея
- Сюжетные картины
- Приём послов Ермака Иваном Грозным. 1884
- Распятие. 1885
- Тангейзер и Венера. 1885

- Портреты
- Павел Чистяков. Около 1884
- Александр Станкевич. 1886